# Fabián Gramajo
Fabián Gramajo (Chimbas, 13 de marzo de 1974) es un abogado y político argentino de la provincia de San Juan. Fue intendente del Municipio de Chimbas.

## Biografía
Fabián Gramajo nació el 13 de marzo de 1974. Vivió sus primeros años en Villa Centenario, Chimbas. 
Realizó sus estudios primarios en la Escuela N°29 Provincia Santiago del Estero y posteriormente se graduó en la Escuela Técnica de Capacitación Laboral José Americo Orzali.

## Carrera política
Milita desde muy joven en el Partido Justicialista, donde actualmente es presidente de la Junta Departamental de Chimbas.
En 2015 fue elegido Intendente de Chimbas para el periodo 2015-2019, y fue refrendado en el cargo para el periodo 2019-2023.
En esta última elección, fue elegido por más del 73% del electorado.
Su gestión se caracterizó por realizar obras de infraestructura, iluminación y renovación de espacios verdes entre los que se destacan la creación del Parque de Chimbas y la refacción del Camping de Villa Observatorio.
También llevó a cabo programas de incidencia cultural, como la promoción y profesionalización del Carnaval de Chimbas.